# Kaysersberg
Kaysersberg korábbi község Franciaországban, Haut-Rhin megyében. Lakosainak száma 2450 fő (2018. január 1.). Kaysersberg Ammerschwihr, Labaroche, Lapoutroie, Fréland, Aubure, Riquewihr, Kientzheim és Mittelwihr községekkel határos.
2016. január 1-jén Kientzheim és Sigolsheim korábbi községgel egyesült és az így létrejött Kaysersberg Vignoble új község része lett.

## Népesség
A település népességének változása:
| Lakosok száma | 2821 | 2979 | 2942 | 2755 | 2676 | 2726 | 2701 | 4696 | 2489 | 2450 |
|               | 1962 | 1968 | 1975 | 1990 | 1999 | 2008 | 2013 | 2016 | 2017 | 2018 |